# Efekt posiadania
Efekt posiadania – hipoteza mówiąca, że ludzie oceniają wyżej towary, które już posiadają.
W eksperymentach psychologicznych pokazano, że ludzie domagali się wyższej zapłaty za kubek, który już posiadali, niż za taki, który dopiero mieli otrzymać. Efekt posiadania opisano jako odstępstwo od standardowych teorii ekonomicznych, według których cena, którą klient jest gotów zapłacić za dany towar, odpowiada cenie, za którą byłby gotów go potem odsprzedać. W szczególności efekt ten jest niezgodny z teorią wyboru konsumenta.
Krytycy tej hipotezy oceniają, że dotyczy ona tylko szczególnych towarów i w tych przypadkach można wyjaśnić to innymi czynnikami. Przykładowo zysk i strata takich towarów jak środowisko naturalne lub zdrowie w oczywisty sposób nie jest równoważna dla badanego.
W Polsce przeprowadzono jednak w 2010 roku obszerne badanie na temat efektów posiadania na przykładzie polskich spółek giełdowych. Badanie udowadnia na podstawie analizy struktury akcjonariatu istnienie bardzo silnej zależności pomiędzy wysokim poczuciem własności właścicieli spółki przed debiutem a zawyżaniem danych finansowych zawartych w nieaudytowanych raportach finansowych. Dodatkowo wskazuje, że ten stan posiadania ma wpływ także na zwiększanie kontroli nad spółką (powiązania rodzinne) oraz nad publikowanymi na jej temat informacjami.
W wyniku badania granica własności ustalona została w okolicy 80% akcji, będących przed debiutem w rękach zarządu i rady nadzorczej. Oznacza to, że 80% własności przedmiotu (np. akcji spółki) wystarcza, by czuć się właścicielem i podlegać efektom własności.
Badanie wskazuje, że nie jest ważna wartość posiadanego przedmiotu, a jedynie ilość procentowa, więc struktura akcjonariatu spółki przed debiutem jest najlepszą wskazówką dla wystąpienia efektu własności.